# 趙兌烈
趙 兌烈（チョ・テヨル、韓国語: 조태열、1955年11月10日 - ）は、韓国の外交官、政治家。同国国連大使、外交部長官を歴任した。
本貫は漢陽趙氏。制憲国会議員、韓医者の趙憲泳は祖父、詩人の趙芝薫（趙東卓）は父（趙兌烈は三男）、詩人の趙東振は伯父。

## 来歴
慶尚北道英陽郡日月面出身。韓国の駐スペイン大使、外交部次官、国連開発計画（UNDP）執行理事会議長、国連大使を務めた後、尹錫悦政権において2024年1月10日より外交部長官を務める。